# Skoki narciarskie w Australii
Skoki narciarskie w Australii uprawiano już przed I wojną światową. Najstarsze informacje dotyczące tej dyscypliny sportu w Australii pochodzą z lat 30. XX wieku – w 1930 roku utworzono klub skoków narciarskich o nazwie Australian Ski-Jumping Club, a zawody rozgrywano już w sierpniu 1931.
W południowej części Australii istniało kilka skoczni narciarskich, na których rozgrywano różnego rodzaju zawody w tej dyscyplinie sportu – między innymi w miejscowościach: Ben Lomond, Mansfield i Guthega oraz na zboczach gór: Mount Hotham, Mount Franklin, Góra Kościuszki, The Horn, Mount Buller, Mount Guthrie i Crackenback Peak.
W 1959 w Falls Creek na Mount Buller powstała nieistniejąca już skocznia Mt. Buller Ski Jump (K-30). 22 sierpnia 1969 rozegrano na niej mistrzostwa Australii, które wygrał Ernst Vettori (emigrant z Austrii, ojciec utytułowanego skoczka Ernsta Vettoriego), skacząc na odległość 23 metrów. Dwa dni wcześniej ustanowił on rekord obiektu, który wynosił 31,4 m.
Jedynym skoczkiem narciarskim z Australii, który wystartował w mistrzostwach świata, był Chris Hellerud, który w 1974 w Falun zajął ostatnie, 64. miejsce w konkursie indywidualnym na skoczni normalnej, uzyskując odległości 53 i 48 metrów.
Rekord Australii w długości skoku pochodzi z 8 lutego 1997. Podczas zawodów Pucharu Kontynentalnego w amerykańskim Westby Bruce Neville (na co dzień trenujący skoki na nartach wodnych) oddał w I serii skok na długość 57,5 m (zajął w konkursie 43. miejsce na 50 zawodników, wyprzedzając między innymi olimpijczyka Eddiego Edwardsa; dzień później był 47.).
Próbę reaktywacji skoków narciarskich w Australii podjął amatorsko uprawiający ten sport emigrant ze Słowenii Tony Mihelcic, przebywający w Australii od 1968 roku. Swój rekord (wynoszący 18 m) ustanowił podczas mistrzostw świata weteranów w 2005 w Villach, a w 2006 zdobył brązowy medal na skoczni K-20 podczas kolejnych mistrzostw w Kranju w kategorii wiekowej od 60 do 64 lat. Z jego inicjatywy planowano wybudować 3 skocznie pokryte igelitem (K-30, K-20 i K-10) w Hoppers Crossing, jednak z powodu braku sponsora projektu nie zrealizowano.
Latem 2010 australijski biegacz narciarski Ben Sim postanowił zacząć uprawiać kombinację norweską. Zamierzał w ciągu roku zacząć starty w międzynarodowych zawodach. W ramach przygotowań do zmiany dyscypliny rozpoczął naukę skoków narciarskich – podczas treningów z Alanem Albornem oddawał próby między innymi ze skoczni K-10 i K-40 w Stanach Zjednoczonych. Ostatecznie jednak Ben Sim zrezygnował ze startów w kombinacji norweskiej i zaprzestał dalszych treningów na skoczniach narciarskich.
Obecnie w Australii nie istnieje żadna skocznia narciarska. Przy okazji treningów Bena Sima powstał projekt budowy w tym kraju niewielkich skoczni, na których młodzi zawodnicy mogliby się uczyć podstaw skoków narciarskich. Latem 2011 grupa 6 młodych chłopców z tego kraju wzięła udział w specjalnym obozie przygotowawczym, na którym uczyli się skoków narciarskich, oddając nawet kilkunastometrowe próby.